# Faustyn Łopatyński
Faustyn Łopatyński (pseudonim literacki F. Ryś, ur. ok. 1835 w Żytomierzu, zm. 30 listopada 1886 w Wilnie) – skrzypek, pedagog, poeta, tłumacz, fotograf związany z Wilnem.

## Życiorys
Był synem Piotra i Faustyny z Korybut-Daszkiewiczów. W Żytomierzu uczył się gry na skrzypcach pod okiem znanego skrzypka i kompozytora działającego wcześniej w Wilnie, Wincentego Bańkiewicza, absolwenta szkoły muzycznej przy orkiestrze ks. Trynitarzy w Wilnie. Około 1855 dotarł do Wilna gdzie początkowo uczył muzyki, następnie zaś, przez pewien czas pracował w wileńskim archiwum. W 1857 r. razem z pianistą Czapskim koncertował w Mińsku i na terenie Wołynia. Następnie w 1860 r. zreorganizował orkiestrę teatru wileńskiego. W latach 1858–1859 pracował nad operą „Bohdan” na bazie libretta Ludwika Kondratowicza, poświęconej Bohdanowi Chmielnickiemu. Występował także z wybitnym europejskim gitarzystą Markiem Sokołowskim, z włoskim barytonem Giuseppe Bondoli, niemieckim pianistą i kompozytorem Theodorem Kahle oraz z pianistami, wilnianinem Mikołajem Wąsowskim i Ludwikiem Nowickim. Grywał także prywatnie ze znanym językoznawcą, muzykiem amatorem, Janem Karłowiczem. W 1863 r. zainteresował się fotografią. Pierwsze kroki w tym kierunku stawiał pod okiem Aleksandra Straussa, z czasem zostając jego współpracownikiem. W 1875 r. założył razem z Wacławem Czyżem założył zakład fotograficzny na ul. Konnej w Wilnie. Zaś od 1879 r., aż do momentu swojej śmierci, prowadził własny zakład fotograficzny ulokowany na ul. Wielkiej w domu klasztoru św. Ducha w Wilnie. W 1884 r. przyjął do spółki Stanisława Filiberta Fleury i Ryszarda Baczańskiego, którzy po śmierci Łopatyńskiego zostali właścicielami zakładu. Pisał także wiersze, które publikował najczęściej pod pseudonimem F. Ryś. Umieszczał je w czasopismach, takich jak: „Rubon”, „Wizerunki i Roztrząsania Naukowe” czy „Kurier Warszawski”. Jako osobne druki wydał: F. Łopatyński, Wilija i Na grobie lirnika. Poemata, Wilno 1881 oraz F. Łopatyński, Ogród botaniczny. Humoreska, St. Petersburg 1884. Zajmował się także przekładami, między innymi George Sand. Przyjaźnił się i współpracował ze Stanisławem Moniuszką, Janem Karłowiczem czy Ludwikiem Kondratowiczem. Ten ostatni poświęcił Łopatyńskiemu dwa wiersze: „Do Faustyna Łopatyńskiego” i „Do tegoż”. Łopatyński zmarł 30 listopada 1886 r. w Wilnie i został pochowany na cmentarzu Rossa.